# 伊藤淳史
伊藤淳史（日语：／ Itō Atsushi，
1983年11月25日—）是日本千葉縣船橋市出生的演員，法政大學經營學部畢業，已婚。身高162cm，血型A型，隸屬四分音經紀公司。

## 來歷
童星出身。在《TUNNELS的託大家的福》中的「爆笑幪面超人」（仮面ノリダー）環節裡飾演迷你幪面超人而開始活躍，後來在1990年電視劇《冷暖人間》第1－2季中飾演常設角色「山下登」。2000年在CalorieMate廣告裡以「年輕人加油！」的台詞而成名。
2005年飾演大熱電視劇《電車男》的電車男／山田剛司一角引起話題，並在香港、澳門和台灣廣為人知，同年出演大河劇《義經》，兩劇均與弟弟伊藤隆大共演。2008年起，持續主演電視劇《白色榮光》系列的主角「田口公平」，直至2014年系列完結為止。

## 家庭
伊藤淳史有一个弟弟伊藤隆大（1987-2009），也是演员，但不幸于2009年轻生过世。
伊藤淳史2010年5月1日遞交結婚申請表，與交往4年的圈外女友共偕連理。2015年10月29日宣佈其女兒出生。

## 演出作品
粗體為主演

### 電影
- A Sign Days（日语：Aサインデイズ）（1989年）：飾 サチオ的長子
- 鐵塔 武藏野線（日语：鉄塔 武蔵野線#映画）（1997年）：飾 環見晴
- 學校III（日语：学校 (映画)#学校III）（1998年）：飾 倉本健吉
- 獨立少年合唱團（独立少年合唱団，2000年）：飾 柳田道夫
- 青的瞬間（日语：青の瞬間）：飾 土橋賢一
- 地獄甲子園（日语：地獄甲子園#映画第1作）（2003年）：飾 メガネ
- 壬生義士傳（2003年）：飾 大野千秋（青年時期）
- 海猿（2004年）：飾 工藤始
- 血與骨（2004年）：飾 金俊平（孩童時代）
- CASSHERN（日语：CASSHERN）（2004年）：飾 東博士助手
- AMORETTO（日语：アマレット (映画)）（2004年）：飾 桃井田ハチ
- 電車男（2005年）：飾 年輕男子
- 西遊記（日语：西遊記 (2007年の映画)）（2007年）：飾 豬八戒
- 向陰天綻放（日语：陰日向に咲く#映画）（2008年）：飾 雷太
- 歡喜之歌（2008年2月）：飾 加藤俊輔
- 一首Punk歌救地球（日语：フィッシュストーリー）（2009年）：飾 繁樹
- 阿馬爾菲 女神的報酬（2009年）：飾 谷本幹安
- 矢島美容室 THE MOVIE（日语：矢島美容室 THE MOVIE 〜夢をつかまネバダ〜）（2010年）
- 跳躍大搜查線 THE MOVIE 3：全面動員（日语：踊る大捜査線 THE MOVIE3 ヤツらを解放せよ!）（2010年）：飾 和久伸次郎
- SPEC～天～（2012年）：飾 伊藤淳史
- 跳躍大搜查線最終章（日语：踊る大捜査線 THE FINAL 新たなる希望）（2012年）：飾 和久伸次郎
- 我們的交換日記（日语：ボクたちの交換日記）（2013年）：飾 田中洋平
- 白色榮光最終章：地獄犬肖像(2014年)：飾 田口公平
- 墊底辣妹（2015年）：飾 坪田義孝
- 我是和尚（日语：ボクは坊さん。）（2015年）：飾 白方進[3]
- MOZU劇場版（2015年）：飾 鳴宮啓介
- 貓咪收集之家（日语：こあつめの家）（2017年）：飾 佐久本勝[4]
- 一茶（2017年）：飾 仙六[5]
- 吉田類の「今宵、ほろ酔い酒場で」（2017年）：飾 日暮義男[6]
- 迷宮裡的魔術師（日语：ブラック・ショーマンと名もなき町の殺人#映画）（2025年）：飾 中條健太[7]

### 電視劇
- 春日局（1989年，NHK）：飾 竹千代
- いとしの婿どの（日语：いとしの婿どの）（1989年，東海電視台）：飾 北山圭太郎
- 冷暖人間第1-2季（1990-94年，TBS）：飾 山下登
- 愛的刑警（日语：愛しの刑事） 第7話（1992年，朝日電視台）：飾 北川誠
- ドラマみたいな恋がしたい（1992-93年）
- 醜小鴨(電視劇)（1996年，富士電視台）：飾 山本健太
- 学校の怪談 春の物の怪スペシャル（日语：学校の怪談 (テレビドラマ)#学校の怪談 春の物の怪スペシャル）第3話「俺たちの文化祭」（2001年）
- 僕はあした十八になる（2001年，NHK）
- 手機刑警錢形愛（ケータイ刑事 銭形愛，2002年，BS-TBS）：飾 山口高明
- アシ!（日语：アシ!）（2003年，朝日電視台）：飾 慎二
- 老么真命苦（日语：末っ子長男姉三人）（2003年，TBS）：飾 山田大介
- 丘をこえて（2003年，北海道電視台）：飾 三ツ木彰
- 愛情一本（2004年，日本電視台）：飾 轟のぼる
- 星期五ENTERTAINMENT「寵物偵探事件簿」（日语：金曜エンタテイメント「ペット探偵の事件簿」）（2004年，富士電視台）：飾 小清水祐介
- 義經（2005年，NHK）：飾 喜三太
- 初仕事納め（2005年，富士電視台）：飾 仲畑準
- 最後的禮物（日语：ラスト・プレゼント#テレビドラマ）（2005年，朝日電視台）：飾 水原章介
- 電車男（2005年，富士電視台）：飾 山田剛司
- 電車男 另一個最終回特別篇（2005年，富士電視台）：飾 山田剛司
- 海猿 UMIZARU EVOLUTION（2005年，富士電視台）：飾 工藤始
- 西遊記（2006年，富士電視台）：飾 豬八戒
- 世界奇妙物語 15週年特別篇「Replay」（2006年，富士電視台）飾 田邊修一
- 電車男DELUXE 最後的聖戰（2006年，富士電視台）：飾 山田剛司
- 毛骨悚然撞鬼經歷 2006夏季特別篇「在懸崖之下」（2006年，富士電視台）
- 硫黄島〜戦場の郵便配達〜（日语：硫黄島〜戦場の郵便配達〜）（2006年，富士電視台）：飾 根本正良（日语：根本正良）
- 來自神明的一句話（日语：神様からひと言#2006年版）（2006年，WOWOW）：飾 佐倉凉平
- 意外發現的奇跡（日语：セレンディップの奇跡） Story 2「スプーン」（2007年，日本電視台）：飾 波多野幹夫
- 我們的教科書（2007年，富士電視台）：飾 加地耕平
- 先生道（日语：先生道） Episode 9「地球最後の先生」（2007年，TBS）：飾 先生
- 大韓航空飛機爆破事件後20年（日语：大韓航空機爆破事件から20年 金賢姫を捕らえた男たち 〜封印された3日間〜）（2007年，富士電視台）：飾 塩原順
- ユンゲル（日语：ユンゲル）（2008年，富士電視台）：飾 柳澤浩二
- 人生補時 第五節「青梅竹馬篇」（2008年，富士電視台）：飾 森保甫
- 内藤大助物語（日语：内藤大助物語〜いじめられっ子のチャンピオンベルト〜）（2008年，TBS）：飾 内藤大助（日语：内藤大助）[註 1]
- 謝謝Champy（日语：ありがとう!チャンピイ〜日本初の盲導犬誕生物語）（2008年，フジテレビ）：飾 河相洌
- 白色榮光（2008年，關西電視台）：飾 田口公平
- 漂流網吧（日语：漂流ネットカフェ#テレビドラマ）（2009年，毎日放送）：飾 土岐耕一
- The Rival（日语：ザ・ライバル「少年サンデー・少年マガジン物語」）（2009年，NHK）：飾 真壁仁一
- 迷失的櫻花（日语：サマヨイザクラ#テレビドラマ）（2009年，富士電視台）：飾 相羽圭一
- 父親最長的一天（日语：親父の一番長い日#テレビドラマ）（2009年，富士電視台）：飾 正一郎
- 白色榮光特別篇 前往新迷宮的邀請（2009年，關西電視台）：飾 田口公平
- 世界奇妙物語 2009秋季特別篇「理想的壽喜燒」（2009年，富士電視台）：飾 西村和樹
- 白色榮光特別篇2 南丁格爾的沈默（2009年，關西電視台）：飾 田口公平
- 白色榮光2 染血將軍的凱旋（2010年，關西電視台）：飾 田口公平
- 森林的牽牛花（日语：モリのアサガオ#テレビドラマ）（2010年，東京電視台）：飾 及川直樹
- 白色榮光特別篇3 告別將軍（2011年，關西電視台）：飾 田口公平
- 求婚兄弟（日语：プロポーズ兄弟〜生まれ順別 男が結婚する方法〜）（2011年，富士電視台）：飾 田中和男
- 白色榮光3 阿里阿德涅的子彈（2011年，關西電視台）：飾 田口公平
- 蝴蝶小姐～最後的武士之女（2011年，NHK）：飾 谷川伊作
- 宮部美幸極上推理 捕獵史奈克（日语：スナーク狩り (宮部みゆき)）（2012年，TBS）：飾 佐倉修治
- 跳躍大搜查線特別篇 The Last TV（日语：踊る大捜査線 THE LAST TV サラリーマン刑事と最後の難事件）（2012年，富士電視台）：飾 和久伸次郎
- 猿飛三世（日语：猿飛三世）（2012年，NHK BS Premium）：飾 猿飛三世
- 雙面 潛入搜查篇（2012年，TBS及WOWOW）：飾 浩
- APOYAN 奔跑吧國際機場（日语：あぽやん#テレビドラマ）（2013年，TBS）：飾 遠藤慶太
- 白色榮光4 螺旋迷宮（2014年，關西電視台）：飾 田口公平
- MOZU 百舌吶喊的夜晚（2014年，TBS）：飾 鳴宮啓介
- MOZU2 幻之翼（2014年，WOWOW及TBS）：飾 鳴宮啓介
- 家族狩獵（2014年，TBS）：飾 巢藤浚介
- 理科的人們（日语：理系の人々#テレビドラマ）（2014年，ひかりTV）：飾 よしたに
- 愛上鵜飼的夏天（日语：鵜飼いに恋した夏）（2014年，NHK BS Premium）：飾 笹本薰平
- 無痛（2015年，富士電視台）：飾 早瀨順一郎[8]
- MOZU番外篇 大杉偵探事務所（2015年，WOWOW及TBS）：飾 鳴宮啓介[9]
- 當家姐姐（2016年，NHK晨間劇）：飾 水田正平[10]
- 湊佳苗懸疑劇 望郷「海之星」（2016年，東京電視台）：飾 濱崎洋平[11]
- 大貧乏（日语：大貧乏）（2017年，富士電視台）：飾 柿原新一[12]
- 腦中埋藏了智能手機（2017年，日本電視台）：飾 折茂圭太[13]
- 偵探物語 第1話（2017年，TBS）：飾 川田洋平
- OH MY JUMP！～少年JUMP救地球～（2018年1月 - 3月，東京電視台）：饰 月山浩史
- 絕對零度〜未然犯罪潛入捜査〜（2018年7月 - 9月，富士電視台）：飾 東堂定春
- 今天、回家（2019年3月10日，WOWOW）：飾 森田克博
- 名偵探·明智小五郎（日语：名探偵・明智小五郎）（2019年3月30日・31日，朝日電視台）：飾 小林芳雄
- NHK特集 體感 首都直下地震（日语：NHK東日本大震災プロジェクト#NHKスペシャル シリーズ 体感 首都直下地震）（2019年12月2日 - 5日，NHK綜合頻道）：飾 山田春彥
- 破天荒不死鳥（日语：破天荒フェニックス オンデーズ再生物語）（2020年1月3日 - 5日，朝日電視台）：飾 奥田吉弘
- 絕對零度〜未然犯罪潛入捜査2〜（2020年2月5日、2月24日，富士電視台）：飾 東堂定春
- 信濃的哥倫布事件簿（日语：信濃のコロンボ）（2020年6月8日，東京電視台）：飾 竹村岩男
- 白色濁流（2021年8月22日 - 10月10日，NHK BS Premium）：飾 好並一樹
- 淺見光彥 輕井澤殺人事件（2022年2月28日，東京電視台）：飾 竹村岩男
- 武士成為麥當勞職員這檔事（2022年5月18日 - 6月1日，關西電視台）：飾 武士
- invert 城塚翡翠倒敘集 第1話（2022年11月20日，日本電視台）：飾 狛木繁人
- 刑警與檢察官，有時是法官。（2023年4月13日 - 6月8日，朝日電視台）：飾 牛島正義
- TOKYO MER〜隅田川任務〜（2023年4月16日，TBS）：飾 青戶達也
- 不離婚的男人（2024年1月20日 - 3月16日，朝日電視台）：飾 岡谷渉
- DOUBLE CHEAT ：飾 岩合拓真
  - Season1（2024年4月26日 - 6月14日，東京電視台）
  - Season2（2024年6月29日 - 8月17日，WOWOW）
- 請找我的屍體（2024年9月4日 - 10月9日，東京電視台）：飾 三島正隆
- 豈有此理〜蔦重繁華如夢故事〜（2025年，NHK）：飾 大文字屋
- 為什麼是我來神說教（2025年4月12日 - 6月14日，日本電視台）：飾 森口櫂
- DOPE 麻藥取締部特搜課（2025年7月4日 - ，TBS）：飾 山口始
- 大追跡〜警視廳SSBC強行犯係〜（2025年7月9日 - ，朝日電視台）：飾 木沢理

### 電視綜藝節目
- TUNNELS的託大家的福「爆笑幪面超人」（とんねるずのみなさんのおかげです「仮面ノリダー」，富士電視台）：飾 迷你幪面超人
- Quiz!Hexagon（日语：クイズ!ヘキサゴン）（富士電視台）
- 爆笑紅劇場（日语：爆笑レッドシアター）（2009年7月15日，富士電視台）
- 秋刀魚的Manma（日语：さんまのまんま）（2010年4月10日，關西電視台）

### 其他電視演出
- 第一次看見海的日子～泰國山岳民族的寄宿學校～（はじめて海を見る日 〜タイ山岳民族の寄宿学校〜，2008年，西日本電視台）

### 電台節目
- Mon〜Thu（2010年6月29日，FM大阪（日语：エフエム大阪））
- Shoo Power Request（日语：SHOO POWER REQUEST）（2010年7月2日，FM大阪）

### 舞台劇
- 冷暖人間
- 雪國
- 昭和の女一代記
- 昭和の母に捧げるバラード
- パーティーをぬけだそう!

### 音樂錄影帶
- DREAMS COME TRUE「JET!!!」、「SUNSHINE」（2005年）
- WEST. [むちゃくちゃなフォーム] (2023年)

### 電視廣告
- 東芝 アラカルト（1989年，與岸本加世子（日语：岸本加世子）共同演出）
- 味滋康（日语：ミツカン） 壽司醋（1990年，與隧道二人組共同演出）
- 大塚製藥CalorieMate（2000-02年）
- NTT docomo 北海道（2003年）
- Suntoryfoods（日语：サントリーフーズ） Beautiful Water
- Joysound（日语：JOYSOUND） HyperJoy V2（2004年）
- 卡普空 惡靈古堡4（2005年）
- 朝日飲料 Bireley's（日语：バヤリース）（2006年）
- 歐力士汽車「いまのりくん2年コース」新車男篇（2006年）
- 公共廣告機構（今AC Japan（日语：ACジャパン））電梯篇（2006年）
- Suntoryfoods Boss咖啡（日语：BOSSコーヒー）贅沢微糖（2007-10年）：飾 贅沢伊藤
- 萬普 召喚夜響曲 雙紀元 ~精靈們的共鳴~（2007年）
- 三幸製菓（日语：三幸製菓）「三幸劇場 三個幸福故事（日语：三幸製菓#三幸劇場〜三つの幸せ物語〜）」（2010年）：飾 煎餅剛
- 第一三共 Karoyan（日语：カロヤン (商標)）（2011年，與藤岡弘共同演出）
- 第一三共 第一三共腸胃藥コアブロック（2011年）
- 億滋日本（日语：モンデリーズ・ジャパン） Stride Gum（2012年，與Maximum The Hormone共同演出）
- LEVEL-5 妖怪手錶2 真打（2014年，與香川照之共同演出）
- Crooz（日语：クルーズ (企業)） 元素物語（日语：エレメンタルストーリー） みんなで消すと超楽しい篇、誰かと消すと超楽しい篇、壁ドン篇、新しくなった伊藤くん篇（2016年）

## 獎項
- 2001年 第28回放送文化基金賞（日语：放送文化基金#放送文化基金賞）演出者獎（「僕はあした十八になる」）
- 2005年 第46回日劇學院賞最佳男配角（「電車男」）[14]
- 2015年 第25回日本電影影評人大獎最佳男配角（「墊底辣妹」）
- 2016年 第39回日本電影金像獎優秀男配角獎（「墊底辣妹」）

## 附註
1. ↑  . 商業電台. 2010-05-03  [2015-10-29]. （原始内容存档于2019-06-03）.
2. ↑  . 體育日本. 2015-11-01  [2015-11-01]. （原始内容存档于2020-09-17） （日语）.
3. ↑  . CinemaToday. 2015-06-26  [2015-06-26]. （原始内容存档于2016-03-04） （日语）.
4. ↑  . クランクイン. 2016-11-08  [2016-11-09]. （原始内容存档于2017-08-03） （日语）.
5. ↑  . Natalie. 2016-10-13  [2016-10-13]. （原始内容存档于2021-02-04） （日语）.
6. ↑  . 映画『今宵、ほろ酔い酒場で』公式サイト.   [2017-06-10]. （原始内容存档于2018-10-09） （日语）.
7. ↑  . ORICON NEWS. 2025-06-20  [2025-06-20] （日语）.
8. ↑  . Sanspo.com. 2015-08-05  [2015-08-05]. （原始内容存档于2020-09-17） （日语）.
9. ↑  . Natalie. 2015-08-25  [2015-09-28]. （原始内容存档于2020-09-17） （日语）.
10. ↑  . Sponichi Annex. 2016-02-15  [2016-02-15]. （原始内容存档于2020-10-22） （日语）.
11. ↑  . Oricon Style. 2016-07-26  [2016-07-26]. （原始内容存档于2020-11-25） （日语）.
12. ↑  . Sponichi Annex. 2016-12-07  [2016-12-07]. （原始内容存档于2020-09-17） （日语）.
13. ↑  . 體育報知. 2017-05-18  [2017-05-18]. （原始内容存档于2017-05-17） （日语）.
14. ↑  . 2013-08-27  [2016-06-14]. （原始内容存档于2013-08-27）.

## 外部連結
- 日本雅虎的伊藤淳史個人資料頁面 （页面存档备份，存于）